# Сибирский (Екатеринбург)
Сиби́рский (также Шарта́шский Ры́нок) — жилой район в Октябрьском административном районе Екатеринбурга. В состав жилого района «Сибирский» входят: бывший посёлок железнодорожной станции Шарташ, жилые кварталы по улице Куйбышева к востоку от улицы Восточной, кварталы по Сибирскому тракту (до 7-го километра), Уральский Государственный Лесотехнический Университет, бывший посёлок железнодорожной станции Путёвка, посёлок Сибирского каменного карьера.
С запада «Сибирский» граничит с жилым районом «Центральный», с севера — с жилыми районами «Синие Камни» и «ЖБИ», с востока — с «Лечебным», с юга — с ЦПКИО им. Маяковского и лесопарком имени Лесоводов России.